# Kapela sv. Jurja u Jurjevskoj ulici u Zagrebu
Kapela sv. Jurja katolička je kapela smještena u Jurjevskoj ulici koja povezuje Gornji grad s Cmrokom. Jurjevska je ulica ime dobila po kapeli sv. Jurja, čije se ime spominje još od 1377. godine. Današnja zidana kapela izgrađena je 1729. godine.

## Povijest
Prvobitna kapela sv. Jurja s malim kapucinskim samostanom spominje se još od 1377. Kapelica je bila napravljena od drveta, te je radi toga često stradavala od požara. Zidana kapela sv. Jurja s kriptom izgrađena je 1729. godine. Oko kapele se nalazilo i groblje koje je početkom 19. stoljeća prošireno na okolne vinograde, da bi već 1876. postalo napušteno radi otvaranja novog groblja Mirogoj.
Po nacrtu arhitekta Bartola Felbingera izgrađen je ulazni trijem u groblje, a kapela je obnovljena. Do 1906. godine prostor je uređen u Jurjevski perivoj. Danas perivoj nosi ime Perivoj srpanjskih žrtava na spomen žrtvama protumađarskih prosvjeda na Markovu trgu 29. srpnja 1845.
Kapela sv. Jurja je jednobrodna kapela s polukružnim svetištem, pročelnim zvonikom i pjevalištem. Godinama je bila zapuštena. Do 2015. godine kapela je obnovljena pod nadzorom restauratora, zahvaljujući župniku mons. Franji Prstecu. Tijekom obnove su elektrificirana zvona, izvršena je drenaža terena, obavljeni su zidarski i fasaderski radovi, te je sanirano krovište i krov. Postavljene su i nove klupe koje je po nacrtu Ivana Meštrovića izradio majstor Igor Bešanić.
U kapeli se nalazi brojni predmenti koje je izradila majstorska obitelji Gojnik: drveni zlatni retabl lisnatih motiva, na koji je postavljena slika sv. Jurja, oltarna menza, ambon i stolice oko oltara.
Prilikom potresa u gradu Zagreba u ožujku 2020. godine, u kapeli su zabilježena manja oštećenja.

## Povijest Jurjevskog groblja
Groblje se prvi put spominje tek 1622. godine. Postoji malo podataka o povijesti groblja tijekom 17. i 18. stoljeća. Godine 1824., zbog manjka prostora, groblje se proširuje. Iako su se u početku na ovom groblju pokapali siromašni građani, ono krajem 18. stoljeća postaje jedno od glavnih zagrebačkih groblja. U to vrijeme na njemu su se pokapali bogati i utjecajni građani, političari, trgovci i članovi plemstva. Groblje se tada nazivalo Nobel Friedhof.
Na groblju su sahranjeni i mnogi važni članovi Ilirskog pokreta: Ljudevit Gaj, Stanko Vraz, Vjekoslav Babukić, Fran Kurelac i Dragutin Seljan), te srpanjske žrtve. Otvaranjem zagrebačkog groblja Mirogoj, 1876. godine, Jurjevsko groblje je zatvoreno. Kosturni ostaci pokojnika te dio spomenika preneseni su na Mirogoj.
Manji dio spomenika ostavljen u parku kao spomen na nekadašnje groblje, a do danas nije proveden ni jedan projekt kojim bi se to groblje uredilo.

## Galerija
- Bočna strana kepela i ostaci groblja
- Pogled na pročelje iz perivoja
- Pogled na kapelu iz Jurjevske ulice
- Spomenik Elisi Nemanić sa sjeverozapadne strane kapele koji je dao izraditi njen sin Carl